# 王恕 (洪武進士)
王恕（?—?），明朝政治人物、榜眼。

## 生平
洪武三十年（1397年）三月丁丑科殿試，中進士者皆為南方士子。明太祖將試官治罪，自閱試卷，取中六十一人，皆為北方人，并於六月廷試，取韓克忠爲一甲第一名（狀元）。王恕中式第二名進士（榜眼），授翰林院編修。